# Niżnonowogrodzki Uniwersytet Państwowy
Niżnonowogrodzki Uniwersytet Państwowy, Niżegorodzki Uniwersytet Państwowy, właśc. Narodowy Badawczy Uniwersytet Państwowy im. N.I. Łobaczewskiego (Uniwersytet Łobaczewskiego, NNSU, w jęz. ros. Национальный исследовательский Нижегоро́дский госуда́рственный университе́т и́мени Н. И. Лобаче́вского, Университет Лобачевского, ННГУ)) – największa uczelnia wyższa w Niżnym Nowogrodzie, uczelnia radziecka, obecnie jeden z narodowych uniwersytetów badawczych Rosji.
Uczelnia, jako Uniwersytet Gorkowski (od ówczesnej nazwy miasta - Gorki), została założona w Nowogrodzie Północnym na mocy dekretu podpisanego przez W.I. Lenina w dniu 25 czerwca 1918, w 1930 została przekształcona w Instytuty Mechaniczny i Budowy Maszyn, Chemiczno-Technologiczny, Inżynieryjno-Budowlany, Rolniczy, Medyczny i Pedagogiczny. W 1931 w uniwersytecie przywrócono do funkcji wydziały fizyki, matematyki, biologii i chemii. W 1956 uniwersytetowi nadano imię Nikołaja Łobaczewskiego. 
W skład uniwersytetu w 1971 wchodziło 7 wydziałów: mechaniczno-matematyczny, radiofizyczny, matematyki obliczeniowej i cybernetyki, chemiczny, biologiczny, historyczno-filologiczny, przemysłowy i ekonomiczny; wydziały wieczorowe i zaoczne; studia podyplomowe; 3 instytuty badawcze: fizyko-techniczny, chemiczny, matematyki stosowanej i cybernetyki; 59 katedr, 3 laboratoria badawcze; ogród botaniczny, stacja biologiczna i geograficzna, muzeum zoologiczne, biblioteka (ok. 1,1 mln woluminów). W roku akademickim 1970/71 studiowało ponad 10 000 studentów, było zatrudnionych ok. 1300 nauczycieli i pracowników naukowych, w tym 2 akademików i jeden członek korespondent Akademii Nauk ZSRR, 35 profesorów i doktorów nauk, 350 docentów i kandydatów nauk. 
Z uniwersytetem związana jest działalność znanych naukowców: fizyków Aleksandra Andronowa, Witalija Ginzburga, krystalografa Nikołaja Biełowa, chemika Grigorija Razuwajewa, genetyka Siergieja Czetwierikowa, historyka Siergieja Archangielskiego i innych. 
Uczelnia wydaje (od 1958) czasopismo „Radiofizyka” („Izwiestia vysshikh uchebnykh zavedeni”), „Uchenye zapisky” (od 1935). Na przestrzeni lat swojego istnienia uczelnia przygotowała ok. 21 tysięcy specjalistów.
W 2024 na uniwersytecie studiowało 20 096 studentów, w tym 1653 obcokrajowców.